# Blue Funk
Blue Funk è il quarto album in studio del gruppo hip hop newyorkese Heavy D & the Boyz, pubblicato dalla Uptown Records nel 1992.
L'album, prodotto da Dj Eddie F, Dj Premier, Pete Rock, CL Smooth e Sean Combs, si è piazzato al posto 40 nella Billboard 200 ed al 7º posto nella classifica R'n'B e hip hop, vincendo il disco d'oro.
Dall'album sono stati estratti due singoli, Who's the Man e Truthful. Il brano A Buncha Niggas vanta la collaborazione di Gang Starr, 3rd Eye, The Notorious B.I.G., Busta Rhymes e Rob-O.

## Tracce
1. Truthful - 4:42
2. Who's the Man? - 4:06
3. Talk Is Cheap - 4:04
4. Girl - 4:58
5. It's a New Day - 5:22
6. Who's in the House - 4:09
7. Love Sexy - 4:28
8. Slow Down - 4:14
9. Silky - 3:40
10. Here Comes the Heavster - 4:53
11. Blue Funk - 4:35
12. Yes Y'All- 4:01
13. A Buncha Niggas feat. Gang Starr, 3rd Eye, The Notorious B.I.G., Busta Rhymes & Rob-O - 5:06